# Henk Stoorvogel
Henk Stoorvogel (Amersfoort, 14 augustus 1977) is een Nederlandse voorganger en oprichter van de Nederlandse afdeling van de organisatie Athletes in Action en 4e Musketier (beweging).

## Biografie
Op negentienjarige leeftijd nam Stoorvogel deel aan een evangelisatieproject rond de Olympische Spelen in Atlanta (1996). Hij maakte daarbij kennis met de organisatie Athletes in Action en richtte een Nederlandse tak van de organisatie op.
Onder leiding van Stoorvogel hebben er verschillende grote projecten plaatsgevonden in Nederland en in het buitenland, waar honderden christelijke jongeren als sporters aan deelnamen. Numeriek gezien is een actie rondom de Olympische Spelen in Athene in 2004 het hoogtepunt. Toen reisde Athletes in Action met zevenhonderd sporters af naar Griekenland, om daar door middel van sport het evangelie van Jezus Christus te delen met de lokale bevolking. In september 2005 droeg hij de leiding van de organisatie over aan Theo van den Heuvel.
Stoorvogel studeerde theologie en communicatiewetenschappen, waarbij hij in 2019 promoveerde op een onderzoek naar de veranderkracht van preken. Aan de hand van dit onderzoek heeft hij inmiddels twee bedrijven opgericht die mensen trainen in spreekvaardigheid. Hij was van 2004 tot 2006 voorganger van de Vrije Baptistengemeente De Ontmoeting in Veendam en tussen 2006 en 2020 pastor bij de evangelische gemeente VEZ in Zwolle. Hij is een van de organisatoren van jaarlijkse 'karakterweekenden' voor mannen onder de naam De 4e Musketier. In 2012 werd in het kader van deze mannenbeweging een magazine uitgebracht onder de naam MUSK4 waarvan zijn vrouw Ruth hoofdredacteur was. In Duitsland, Polen, België, Zwitserland, Australië, Groot-Brittannië, Canada, Oekraïne, Rusland en in de Verenigde Staten werden zusterorganisaties van De 4e Musketier gestart. Stoorvogel is lid van het bestuur van Stichting Opwekking.
In 2011 publiceerde Stoorvogel zijn fictiedebuut De trein van 10:11, dat het BCB-actieboek was in het kader van de Week van het Christelijke Boek. In 2015 kwam zijn boek Jezus Leven uit, dat in oktober 2021 met presentator Marco Ketel in 13 afleveringen werd uitgezonden op Family7. Daarnaast heeft Stoorvogel nog zo'n twintig andere boeken geschreven.

## Persoonlijk
Stoorvogel is getrouwd en vader van twee dochters en twee zoons. Zijn echtgenote Ruth werd in juli 2017 werd beëdigd als gemeenteraadslid voor de ChristenUnie in Zwolle. Stoorvogel zelf was bij de Tweede Kamerverkiezingen van 2017 lijstduwer voor de ChristenUnie en behaalde 1.490 stemmen.

## Publicaties
- De droom van God (2003)
- De leerling (2007)
- Onderweg met Petrus (2008)
- Onderweg met Paulus (2009)
- Geboren om te vliegen (2009) (samen met Eugène Poppe)
- Onderweg met de Samaritaan (2010) (samen met Tiemen Westerduin)
- Knock out (2010) (samen met Joop Gottmers)
- De vierde musketier (2010) (samen met Theo van den Heuvel)
- De trein van 10:11 (2011) (fictiedebuut en BCB-boek)
- Laat je droom varen (2012) (samen met Johan Huibers)
- Onderweg met Mozes (2012)
- De 10 Mooiste Bijbelverhalen van Zwolle (2012)
- Groeien als een palm (2013) (samen met Eugène Poppe)
- Jane (2013) (samen met Jane Lasonder)
- Onderweg met Jozua (2013)
- David een man naar Gods hart (2013)
- Jezus Leven (2014) (en een Jezus Leven Journal)
- G-kracht (2014) (samen met Theo van den Heuvel)
- Onderweg met Jozef (2016)
- Onderweg met Ruth (2016)
- Onderweg met Simson (2016)
- Viva de kerk! (2017)
- Samen is... (2017) (samen met Ruth Stoorvogel)
- Moving Sermons (proefschrift) (2019)
- Kl!nk (2021) (samen met Mark van Vuuren)
- Man zijn in de tweede helft (2021) (samen met Eugène Poppe)
- Leiderschap vanuit de oorsprong (2021)
- Vriendschap of je leven (2022) (samen met Pieter Struik)
- Holy Plot (samen met Mark van Vuuren) (2025)